# Ewald Schmahl
Ewald Schmahl (* 23. Februar 1874 in Elberfeld (heute Stadtteil von Wuppertal); † 31. Januar 1931) war ein deutscher Bildhauer.

## Leben
Der „Kaiserstipendiat“ absolvierte ein Studium an der Kunstakademie Düsseldorf, wonach er sich zwei Jahre in Italien (vorwiegend in Florenz) aufhielt.
Als freiwilliger Teilnehmer am Ersten Weltkrieg wurde Schmahl verwundet. Er war mit der deutsch-jüdischen Dichterin Else Lasker-Schüler befreundet.
Schmahl betrieb ein Atelier in Elberfeld, in dem er meist in privatem Auftrag zahlreiche Büsten, Gedenktafeln und größere Plastiken fertigte.
Sein Sohn, der Bildhauer Harald Schmahl, übernahm dieses Atelier nach dem Tod seines Vaters.

## Werk (Auswahl)
Um die Jahrhundertwende beteiligte sich Ewald Schmahl an der künstlerischen Ausführung des Schweizerischen Bundespostgebäudes in Bern sowie an der Fassadengestaltung des Frankfurter Schauspielhauses. In Wuppertal war er an der künstlerischen Gestaltung des Gesellschaftshauses Concordia in Barmen und dem Rathaus Cronenberg beteiligt.

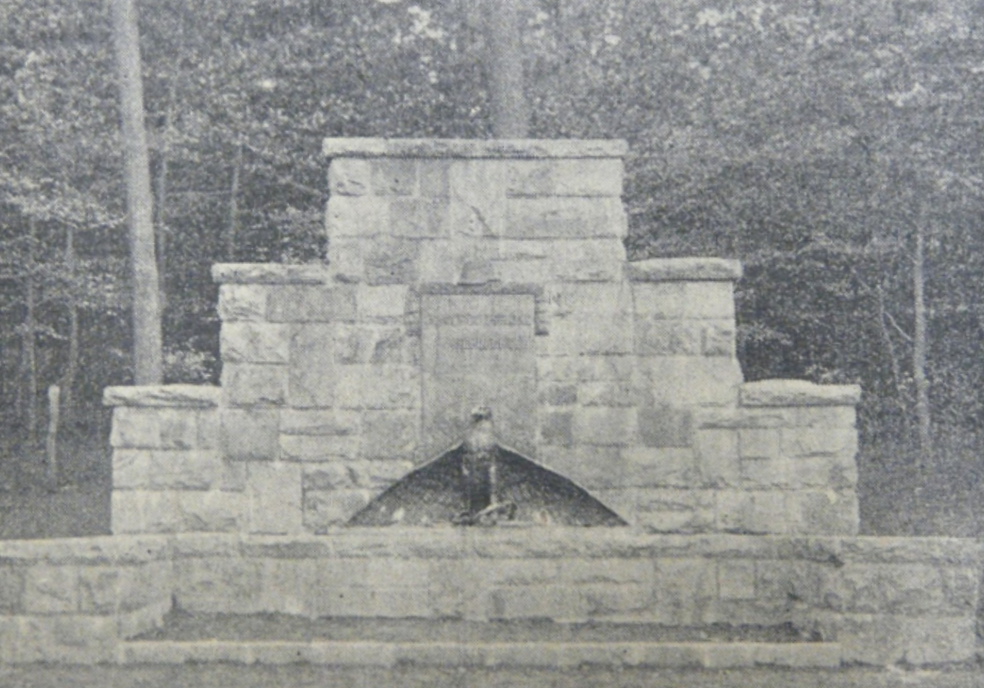
Albert-Leo-Schlageter-Denkmal in Wuppertal-Elberfeld, Aufnahme von 1933

Zu seinen Arbeiten gehören:
- Zeppelinrelief

Gefertigt aus „kararifchem Marmor“, zur „Erinnerung an die große Fernfahrt“.
- Bronzeplakette am 1927 eingeweihten Albert-Leo-Schlageter-Denkmal in Elberfeld (heute Stadtteil von Wuppertal).

Das Denkmal an der ehemaligen Straße Am Walde, die 1933 in Schlageterstraße und 1938 in Am Sandholz umbenannt wurde, war das erste Schlageter-Denkmal Deutschlands. Im April 1959 wurden die Reste des Denkmals abgebrochen, nachdem bereits nach dem Zweiten Weltkrieg die Bronzeteile verschwunden waren.
- Hindenburg-Gedenkstein am Lazarett des Vaterländischen Frauenvereins von 1915, auf der Hardt in Elberfeld.

Im oberen Teil des etwa 3 Meter hohen Gedenksteins war eine Hindenburg-Plakette aus Bronze angebracht. Am Fuße des Hügels, auf dem er aufgebaut war, stand eine Tafel mit eingelassener Widmung. Spuren des Gedenksteins oder eine Abbildungen konnten bislang nicht gefunden werden, er musste vermutlich dem Erweiterungsbau des späteren Rot-Kreuz-Krankenhauses und heutigen Pflegezentrums Haus Hardt weichen.

## Bewertung
In seinen Tagebüchern bezeichnete Joseph Goebbels Ewald Schmahl als „Schwätzer, Kleiner Napoleon. Lieb, familiär. Führte früher die Kommunisten ins Feuer. Tapferes Kerlchen. Aber kein Künstler.“